# Zbigniew Namysłowski

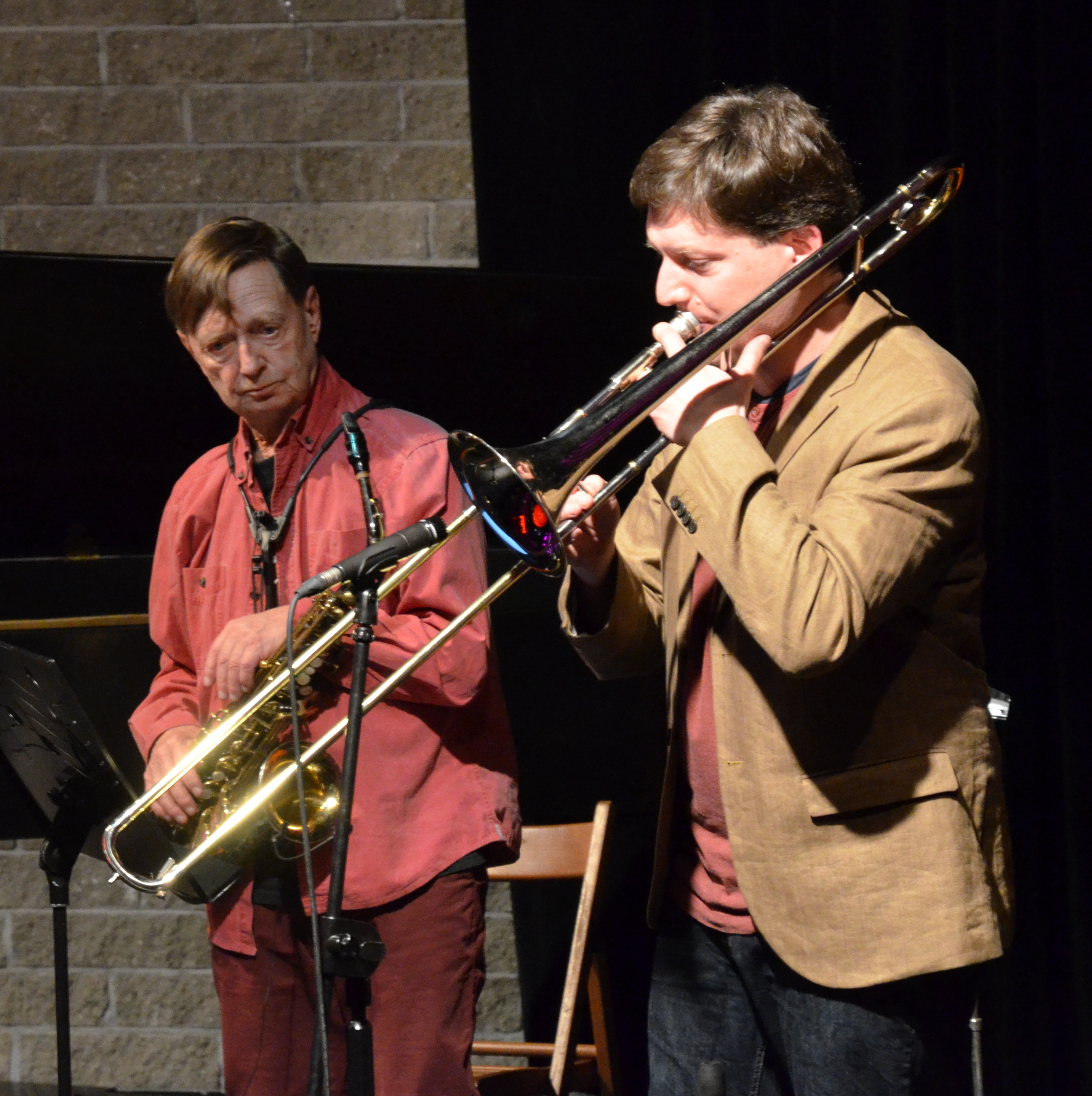
Zbigniew Namysłowski (links) und Sohn Jacek im Klimat-Klub, Bielsko-Biała, 2016

Zbigniew Jacek Namysłowski (* 9. September 1939 in Warschau; † 7. Februar 2022) war ein bedeutender und eigenständiger polnischer Musiker des Modern Jazz (Altsaxophon, gelegentlich auch Sopransaxophon, Sopraninosaxophon, Flöte; Komposition).

## Leben und Wirken
Namysłowski, dessen Eltern, beide Kommunisten, früh starben (die Mutter im KZ Stutthof, der Vater durch die Gestapo) wuchs bei seiner Großmutter zunächst in Vilnius und Krakau auf. Er erlernte als Kind das Klavierspiel, mit 13 Jahren Cellospiel, wenig später Posaune. Nach Stalins Tod gab er sein Debüt als Jazzmusiker 1955 als Pianist mit der Studentenband Five Brothers. 1956 spielte er in der Dixieland-Band von Mieczysław Wadecki. Seine weiteren musikalischen Stationen in den 1950er Jahren waren die Bands Modern Dixielanders, Modern Combo, Polish All Stars und New Orleans Stompers, in denen er als Posaunist auftrat.
1960 wechselte Namysłowski zum Altsaxophon und spielte in Andrzej Trzaskowskis Hard-Bop-Gruppe The Jazz Wreckers. Anschließend gründete er eine eigene Band namens Jazz Rockers, zu der auch Michal Urbaniak gehörte, und ging erstmals auf Tournee durch Europa und in den USA, wo er John Coltrane, Sonny Rollins, Cannonball Adderley und Wes Montgomery erlebte (er sprach von einem „Zivilisationsschock“). Mitte der 1960er Jahre spielte er in der Band des Filmkomponisten Krzysztof Komeda (Astigmatic, 1965). Darüber hinaus war er als Musiker und Komponist beim Orchester des Polnischen Rundfunkjazzstudios aktiv.
Namysłowskis Musik lebt von den Einflüssen der polnischen Folklore als Identitätspunkt und Rückfalllinie gegenüber den westlichen und amerikanischen Strömungen, zunächst dem Hard Bop. In seinem Quartett mit Joachim Kühn nähert er sich 1965 dem Free Jazz. 1973 orientierte sich sein Fusionkonzept erstmals an komplexen Funkrhythmen. In seiner Band Air Condition experimentierte er mit Einflüssen von Reggae und Pop, mit den Zakopane Highlanders spielte er polnische Folklore, insbesondere solche aus dem Tatragebirge, die in manchen Stimmungen „dem Blues verwandt“ sei. In den späten 1960er und den 1970er Jahren tourte Namysłowski durch die USA, Indien, Australien und Neuseeland. Im Quartett von Imre Kőszegi tourte er auch durch Europa. In sein neues Projekt „Dances“ hat er Tänze aus verschiedenen Ländern und aus unterschiedlichen Zeiten (Tango und Walzer, Balkantänze und polnische Volkstänze, Samba und Charleston etc.) einbezogen.

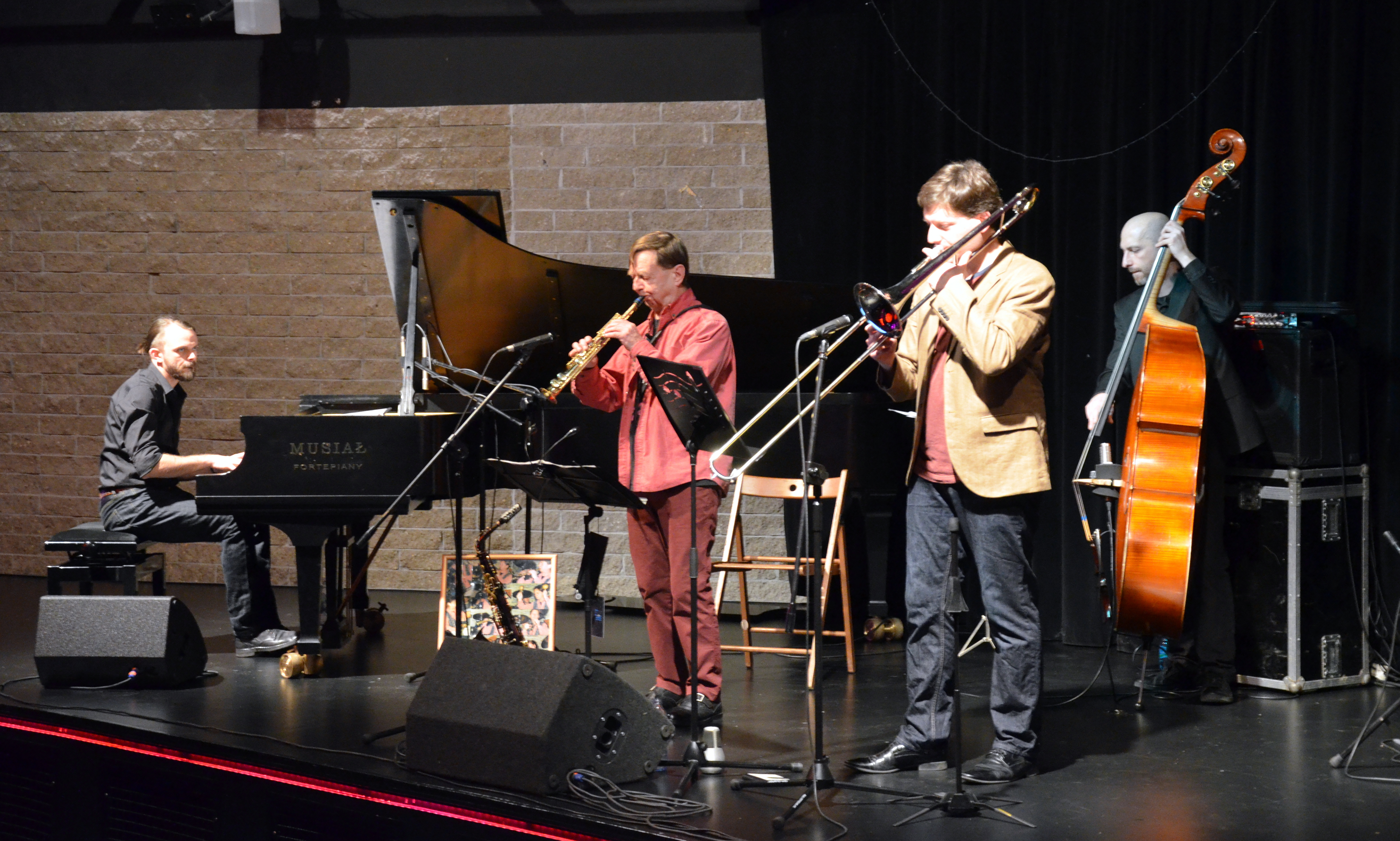
Zbigniew Namysłowski Quintet, 2016

Namysłowski gilt heute als einer der bekanntesten und profilierten Vertreter des zeitgenössischen polnischen Jazz: Vielfach glückte ihm „eine ganz eigene, lustvolle Synthese aus volksmusikalischen Themen, Funk-Einflüssen und Jazz.“ Seine Platte Lola war die erste polnische Jazzplatte, die auch im Ausland veröffentlicht wurde. Seine Alben Winobranie und Kujaviak Goes Funky wurden von der Zeitschrift „Jazz Forum“ als die besten überhaupt produzierten polnischen Jazzplatten angesehen. Namysłowski wurde 2006 als bester Jazzmusiker und sein Album Assymetry wurde als bestes Jazzalbum des Jahres mit dem polnischen „Fryderyk-Preis“ ausgezeichnet. Er arbeitete auch mit seinem Sohn Jacek, der als Posaunist zu seinem Quartett gehörte, zusammen.

## Diskografie (Auswahl)
- Lola (Decca LK4644, 1964, mit Włodzimierz Gulgowski, Tadeusz Wójcik, Czesław Bartkowski)
- Live at Kosmos, Berlin with Joachim Kühn, (ITM Archives, 1965)
- Zbigniew Namysłowski Quartet (Polish Jazz Vol. 6, 1966)
- Winobranie (Muza, 1973, mit Stanislaw Cieślak, Tomasz Szukalski, Paweł Jarzębski, Kazimierz Jonkisz)
- Kujaviak Goes Funky (Muza, 1975)
- Zbigniew Namysłowski (Inner City, 1977)
- Jasmin Lady (Vinyl, 1978)
- Follow Your Kite (Muza, 1980)
- Air Condition (PDR, 1981)
- Cy to blues cy nie blues (Polonia, 1987)
- Without a Talk (Studio Budikov P&J, 1990, mit Janusz Skowron, Zbigniew Wegehaupt, Cezary Konrad)
- Dances (Polonia, 1997)
- Mozart Goes Jazz (mit dem Camerata-Quartett, 1999)
- Zbigniew Namysłowski/Remy Filipovitch Go ! (2003)
- Nice & Easy (2008)